# واتی
واتی (به انگلیسی: Whatì) یک منطقهٔ مسکونی در کانادا است که در قلمروهای شمال غرب واقع شده‌است. واتی ۴۹۲ نفر جمعیت دارد و ۲۶۹ متر بالاتر از سطح دریا واقع شده‌است.